# Xã Marathon, Michigan
Xã Marathon (tiếng Anh: Marathon Township) là một xã thuộc quận Lapeer, tiểu bang Michigan, Hoa Kỳ. Năm 2010, dân số của xã này là 4.568 người.